# Rezolucje Rady Bezpieczeństwa ONZ z roku 2007
Stałe miejsca w Radzie Bezpieczeństwa ONZ posiadają:
- ChRL
- Francja
- Rosja
- Stany Zjednoczone
- Wielka Brytania

W roku 2007 członkami niestałymi Rady były:
- Belgia
- Ghana
- Indonezja
- Kongo
- Katar
- Panama
- Peru
- Południowa Afryka
- Słowacja
- Włochy

## Rezolucje
Rezolucje Rady Bezpieczeństwa ONZ przyjęte w roku 2007: 
- 1739 (w sprawie sytuacji na Wybrzeżu Kości Słoniowej}
- 1740 (tworzy Misję Polityczną ONZ w Nepalu)
- 1741 (w sprawie konfliktu między Etiopią i Erytreą)
- 1742 (w sprawie sytuacji w Demokratycznej Republice Konga)
- 1743 (w sprawie sytuacji na Haiti)
- 1744 (w sprawie sytuacji w Somalii)
- 1745 (w sprawie sytuacji na Timorze Wschodnim)
- 1746 (w sprawie sytuacji w Afganistanie)
- 1747 (w sprawie nieproliferacji)
- 1748 (w sprawie sytuacji na Bliskim Wschodzie)
- 1749 (w sprawie sytuacji w Rwandzie)
- 1750 (w sprawie sytuacji w Liberii)
- 1751 (w sprawie sytuacji w Demokratycznej Republice Konga)
- 1752 (w sprawie sytuacji w Gruzji)
- 1753 (w sprawie sytuacji w Liberii)
- 1754 (w sprawie sytuacji na Saharze Zachodniej)
- 1755 (w sprawie raportu sekretarza generalnego ONZ na temat Sudanu)
- 1756 (w sprawie sytuacji w Demokratycznej Republice Konga)
- 1757 (w sprawie sytuacji w Libanie)
- 1758 (w sprawie sytuacji na Cyprze)
- 1759 (w sprawie sytuacji na Bliskim Wschodzie)
- 1760 (w sprawie sytuacji w Liberii)
- 1761 (w sprawie sytuacji na Wybrzeżu Kości Słoniowej)
- 1762 (w sprawie sytuacji w Iraku)
- 1763 (w sprawie sytuacji na Wybrzeżu Kości Słoniowej)
- 1764 (w sprawie sytuacji w Bośni i Hercegowinie)
- 1765 (w sprawie sytuacji na Wybrzeżu Kości Słoniowej)
- 1766 (w sprawie sytuacji w Somalii)
- 1767 (w sprawie sytuacji między Etiopią a Erytreą)
- 1768 (w sprawie sytuacji w Demokratycznej Republice Konga)
- 1769 (w sprawie sytuacji w Sudanie)
- 1770 (w sprawie sytuacji w Iraku)
- 1771 (w sprawie sytuacji w Demokratycznej Republice Konga)
- 1772 (w sprawie sytuacji w Somalii)
- 1773 (w sprawie sytuacji na Bliskim Wschodzie)
- 1774 (w sprawie Międzynarodowego Trybunału Karnego dla Rwandy)
- 1775 (w sprawie Międzynarodowego Trybunału Karnego dla byłej Jugosławii)
- 1776 (w sprawie sytuacji w Afganistanie)
- 1777 (w sprawie sytuacji w Liberii)
- 1778 (w sprawie sytuacji w Czadzie, Republice Środkowafrykańskiej i w ich sąsiedztwie)
- 1779 (w sprawie sytuacji w Sudanie)
- 1780 (w sprawie sytuacji na Haiti)
- 1781 (w sprawie sytuacji w Gruzji)
- 1782 (w sprawie sytuacji na Wybrzeżu Kości Słoniowej)
- 1783 (w sprawie sytuacji na Saharze Zachodniej)
- 1784 (w sprawie sytuacji w Sudanie)
- 1785 (w sprawie sytuacji w Bośni i Hercegowinie)
- 1786 (w sprawie Międzynarodowego Trybunału Karnego dla byłej Jugosławii)
- 1787 (w sprawie zagrożeń dla międzynarodowego pokoju i bezpieczeństwa stwarzanych przez ataki terrorystyczne)
- 1788 (w sprawie sytuacji na Bliskim Wschodzie)
- 1789 (w sprawie sytuacji na Cyprze)
- 1790 (w sprawie sytuacji w Iraku)
- 1791 (w sprawie sytuacji w Burundi)
- 1792 (w sprawie sytuacji w Liberii)
- 1793 (w sprawie sytuacji w Sierra Leone)
- 1794 (w sprawie sytuacji w Demokratycznej Republice Konga)